# Petrivente
Petrivente (horvátul Petriba) község Zala vármegyében, a Letenyei járásban.

## Fekvése
A Zalai-dombság délnyugati részén helyezkedik el, az Egerszeg–Letenyei-dombság területén, légvonalban alig 7 kilométerre a horvát határtól.
A közvetlenül határos települések: északkelet felől Rigyác, kelet felől Szepetnek, dél felől Semjénháza, délnyugat felől Tótszentmárton, északnyugat felől pedig Becsehely. A legközelebbi városok: keleti irányból Nagykanizsa, nyugati irányból pedig Letenye.
A legfontosabb közúti megközelítési útvonala a 7-es főút, ezen érhető el mindkét említett város felől. A főút azonban csak az északi határszélét érinti, lakott területe arról letérve, a 68 157-es számú mellékúton érhető el; ez a településközponton végighúzódva Ventepusztáig vezet. Megközelíthető a község dél felől, Semjénháza irányából is, egy számozatlan, de szilárd burkolatú önkormányzati úton is.
Közigazgatási területét átszeli az M7-es autópálya is, de annak itt nincs csomópontja; a legközelebbi fel- és lehajtási lehetőséget – megközelítési iránytól függően – a Sormás-Eszteregnye-csomópont vagy a becsehelyi csomópont kínálja.

## Története
A legrégibb emlékeke a középső újkőkorszakból valók, ezt több régészeti adat bizonyítja. A Vente alakkal először 1321-ben találkozunk településrészként.
Földesura Kőszegi Kokas Miklós volt, akitől hűtlenség miatt elkobozták. 1323-ban az Osl nembeni Lőrinc kapta adományul, Károly Róbert királytól. A 15. és a 16. században birtokosként említik a népes Vente családot. 1563-ban egy fából épült kápolna is volt. A török többször elpusztította, de 1573-ban újból lakott itt néhány család. 1591-ben Széchy Tamásé lett a birtok. 1719-ben az Inkey család tulajdona lett és később 1750-es évektől a területért pereskedés volt az Inkeyek és Batthyányiak között. 19. század közepén nagy major volt, ahol 126 urasági alkalmazott és család dolgozott.
A lakosság java része horvát anyanyelvű volt. Petri első ismert írásos említése 1313-ből ismert Bekcsényi Simon bán fiának birtokaként. 1344-ben Kispetri vagy Mátyásfölde néven említik. 1698-ban Petriba, 1700-ban Petrit. Egyházas, népes falu volt nemesi kúria állt benne. Többnyire Rigyáccal és Erdősfalvával írták össze. 1548-ban és 1566-ban a török teljesen elpusztította, kápolnáját is felégette, de ismételten újjáépült. 1572-ben prédium, 1590-ben falu, sőt 1598-ban bírája is volt. A török elleni felszabadító háborúk során elpusztult. 1690-ben 15 puszta telek volt. 1700-ban Rigyáccal együtt az Inkey család szervezte meg.
1728-ban tíz jobbágy és egy bíró lakta. 1770-ben földesurakon kívül 27 családot írtak össze 126 lakossal. 1854-ben Petri határában a Péteri majorban volt téglavető. 1870-ben 452 lakosból 40 tudott írni és olvasni, a lakosság döntő többsége horvát anyanyelvű volt, a nehéz gazdasági viszonyok miatt az 1880-as években sok volt a kivándorló. 1895-ben különösen nagy volt a tehenészet és ekkor Petrihez tartozott Anna-major és Tódor hegy. 1892-től egyesült a két település, a község neve Petrivente lett. Az első világháború 12 halottat kívánt a községtől. 1928-ban két tanterem és tanítólakás épült a faluban, osztatlan községi iskola volt. Az ipart 1930-as években két kovács és két csizmadia jelentette. A lakosság 1930-ig gyarapodott, utána körülbelül 30 évig stagnált. 1948-ban hatosztályos részben osztott iskola működött. 1959-ben új iskola épült. 1964-ben új kultúrház épült. 1966-ban a körzetesítés folytán, a felső tagozatosok Becsehelyre jártak iskolába.
1975-től az alapfokú oktatás teljesen megszűnt. 1972-ben 25 férőhelyes óvoda létesült. 1953-tól van villany, 1984-ben épült ki a vezetékes ivóvíz hálózat.
1994-95 között gáz- és szennyvízhálózat épült, így az infrastruktúra teljes a községben.

## Közélete

### Polgármesterei
- 1990–1994: Kránicz József (független)[4]
- 1994–1998: Kránicz József (független)[5]
- 1998–2002: Kránicz József (független)[6]
- 2002–2006: Kránicz József (független horvát kisebbségi)[7]
- 2006–2010: Kránicz József (független)[8]
- 2010–2013: Trojkó Tamás (független)[9]
- 2013–2014: Korcsmáros Krisztián (független)[10][11]
- 2014–2019: Dr. Korcsmáros Krisztián (független)[12]
- 2019–2024: Dr. Korcsmáros Krisztián (független)[13]
- 2024– : Dr. Korcsmáros Krisztián (független)[1]

A településen 2013. november 24-én időközi polgármester-választást (és képviselő-testületi választást) kellett tartani, mert az addigi képviselő-testület még júliusban feloszlatta magát. A választás időpontját eredetileg október 6-ára tűzték ki, de a helyi választási bizottság az erről szóló határozatát szeptember 16-i döntésével – még tisztázást igénylő okból – hatályon kívül helyezte. Az időközi választáson a korábbi polgármester is elindult, de a három jelölt közül csak az utolsó helyezést tudta megszerezni.

## Népesség
| Lakosok száma | 362  | 354  | 338  | 301  | 314  | 300  | 306  |
|               | 2013 | 2014 | 2015 | 2021 | 2022 | 2023 | 2024 |

A 2011-es népszámlálás idején a nemzetiségi megoszlás a következő volt: magyar 70%, cigány 4,5%, horvát 23, 6%, német 0,59%, román 0,9%. A lakosok 85,7%-a római katolikusnak, 2,74% reformátusnak, 5,2% felekezeten kívülinek vallotta magát (6,3% nem nyilatkozott).
2022-ben a lakosság 94,3%-a vallotta magát magyarnak, 26,8% horvátnak, 2,9% cigánynak, 0,3% németnek, 1,9% egyéb, nem hazai nemzetiségűnek (5,7% nem nyilatkozott; a kettős identitások miatt a végösszeg nagyobb lehet 100%-nál). Vallásuk szerint 54,5% volt római katolikus, 0,6% református, 0,3% evangélikus, 1,9% egyéb keresztény, 1% egyéb katolikus, 4,5% felekezeten kívüli (36,9% nem válaszolt).